# Darel Poirier
Darel Poirier (Juvisy-sur-Orge, 27 de julio de 1997) es un jugador de baloncesto francés que actualmente forma parte de la plantilla del Club Melilla Baloncesto de la Primera FEB española. Con 2,07 metros de altura juega en la posición de pívot.

## Trayectoria Profesional
Formado en la cantera del Cholet Basket, jugó durante dos años (2013-2015) en el CFBB de la Nationale Masculine 1 (3ª división francesa.
En su primera temporada (2013-2014), jugó 25 partidos de liga y 3 del Adidas Next Generation con el INSEP, promediando en liga 1,9 puntos y 1,8 rebotes en 10,6 min, mientras que en el Adidas Next Generation promedió 0,6 rebotes y 0,6 asistencias en 5,5 min.
En su segunda y última temporada (2014-2015), jugó 19 partidos de liga y 4 del Adidas Next Generation con el INSEP, promediando en liga 3,4 puntos (61,9 % en tiros libres) y 1,8 rebotes en 12,6 min, mientras que en el Adidas Next Generation promedió 3 puntos (50 % en tiros de 2 y 100 % en tiros libres) y 1 rebote en 9,1 min.
Disputó un total de 44 partidos de liga y 7 de Adidas Next Generation con el centro de formación entre las dos temporadas, promediando en liga 2,6 puntos y 1,8 rebotes en 11,6 min de media, mientras que en el Adidas Next Generation promedió 1,5 puntos y 0,8 rebotes en 7,3 min de media.
Regresó al Cholet Basket en la temporada 2015-2016. Jugó 1 partido con el primer equipo de la Pro A (1 falta en 1 min).
Comenzó la temporada en las filas del Charilaos Trikoupis Messolonghi B.C. de la A1 Ethniki, en el que promedió 10,1 puntos y 5,6 rebotes por encuentro. En abril de 2021, tras rescindir su contrato con el conjunto griego, regresa a Francia para firmar un contrato de prueba por el Le Mans Sarthe Basket de la PRO A francesa.
El 15 de agosto de 2021, firma por el Movistar Estudiantes de Liga LEB Oro.
El 8 de agosto de 2023, firma por el Cholet Basket de la LNB Pro A. En la temporada 2024-25 renueva con el conjunto francés y disputa 7 partidos antes de firmar por el Nantes Basket Hermine de la liga francesa ProB, donde disputó 32 partidos en los que promedió en 22 minutos sobre la cancha, 7,6 puntos (52% en tiros de 2, en triples un 26% y en tiros libres un 82%), 3,5 rebotes y 1,8 asistencias para sumar 5,2 créditos de valoración personal.
El 19 de julio de 2025, firma con el Club Melilla Baloncesto para disputar la Primera FEB.

## Selección francesa
Disputó con las categorías inferiores de la selección francesa el Europeo Sub-18 de 2015, celebrado en Volos, Grecia, donde Francia quedó en 5ª posición.
Jugó 9 partidos con un promedio de 4,2 puntos (57,7 % en tiros de 2 y 72,7 % en tiros libres) y 2,8 rebotes en 13,9 min de media.